# Grand Prix Brazílie 2015
Grand Prix Brazílie 2015 (oficiálně Formula 1 Grande Prêmio Petrobras do Brasil 2015) se jela na okruhu Autódromo José Carlos Pace v São Paulo v Brazílii dne 15. listopadu 2015. Závod byl osmnáctým v pořadí v sezóně 2015 šampionátu Formule 1.

## Kvalifikace
| Poř.                       | No. | Jezdec           | Konstruktér             | Časy v kvalifikaci | Časy v kvalifikaci | Časy v kvalifikaci | Pořadí na startu |
| Poř.                       | No. | Jezdec           | Konstruktér             | Q1                 | Q2                 | Q3                 | Pořadí na startu |
| -------------------------- | --- | ---------------- | ----------------------- | ------------------ | ------------------ | ------------------ | ---------------- |
| 1                          | 6   | Nico Rosberg     | Mercedes                | 1:11.746           | 1:12.213           | 1:11.282           | 1                |
| 2                          | 44  | Lewis Hamilton   | Mercedes                | 1.11.682           | 1:11.665           | 1:11.360           | 2                |
| 3                          | 5   | Sebastian Vettel | Ferrari                 | 1:12.240           | 1:11.928           | 1:11.804           | 3                |
| 4                          | 77  | Valtteri Bottas  | Williams-Mercedes       | 1:12.934           | 1:12.374           | 1:12.085           | 7                |
| 5                          | 7   | Kimi Räikkönen   | Ferrari                 | 1:12.185           | 1:12.243           | 1:12.144           | 4                |
| 6                          | 27  | Nico Hülkenberg  | Force India-Mercedes    | 1:12.595           | 1:12.485           | 1.12.265           | 5                |
| 7                          | 26  | Daniil Kvjat     | Red Bull Racing-Renault | 1:12.730           | 1:12.527           | 1:12.322           | 6                |
| 8                          | 19  | Felipe Massa     | Williams-Mercedes       | 1:12.980           | 1:12.858           | 1:12.415           | 8                |
| 9                          | 3   | Daniel Ricciardo | Red Bull Racing-Renault | 1:12.639           | 1:12.825           | 1:12.417           | 19               |
| 10                         | 33  | Max Verstappen   | Toro Rosso-Renault      | 1:12.824           | 1.12.712           | 1.12.739           | 9                |
| 11                         | 12  | Felipe Nasr      | Sauber-Ferrari          | 1:13.111           | 1:12.989           |                    | 13               |
| 12                         | 55  | Carlos Sainz Jr. | Toro Rosso-Renault      | 1:13.267           | 1.13.045           |                    | 10               |
| 13                         | 11  | Sergio Pérez     | Force India-Mercedes    | 1:13.140           | 1.13.147           |                    | 11               |
| 14                         | 9   | Marcus Ericsson  | Sauber-Ferrari          | 1:13.346           | 1:13.233           |                    | 12               |
| 15                         | 8   | Romain Grosjean  | Lotus-Mercedes          | 1:13.056           | 1.13.913           |                    | 14               |
| 16                         | 13  | Pastor Maldonado | Lotus-Mercedes          | 1:13.385           |                    |                    | 15               |
| 17                         | 22  | Jenson Button    | McLaren-Honda           | 1:13.425           |                    |                    | 16               |
| 18                         | 53  | Alexander Rossi  | MRT-Ferrari             | 1:16.151           |                    |                    | 17               |
| 19                         | 28  | Will Stevens     | MRT-Ferrari             | 1:16.283           |                    |                    | 18               |
| 107% času vítěze: 1:16.700 |     |                  |                         |                    |                    |                    |                  |
| —                          | 14  | Fernando Alonso  | McLaren-Honda           | Bez času           |                    |                    | 20               |
| Zdroj:                     |     |                  |                         |                    |                    |                    |                  |

Poznámky
1. ↑  Valtteri Bottas obdržel trest posunu o 3 místa vzad za předjetí pod červenými vlajkami během druhého tréninku.
2. ↑  Daniel Ricciardo obdržel trest posunu o 60 míst vzad za překročení počtu povolených pohonných jednotek.
3. ↑  Felipe Nasr obdržel trest posunu o 3 místa vzad za blokování Felipeho Massi během kvalifikace.
4. ↑  Fernando Alonso nezaznamenal čas, kterým by se kvalifikoval ve 107 % času vítěze. Start mu byl povolen sportovními komisaři.

## Závod
| Poř.   | No. | Jezdec           | Konstruktér             | Počet kol | Čas/Odstoupení | Pořadí na startu | Body |
| ------ | --- | ---------------- | ----------------------- | --------- | -------------- | ---------------- | ---- |
| 1      | 6   | Nico Rosberg     | Mercedes                | 71        | 1:31:09.090    | 1                | 25   |
| 2      | 44  | Lewis Hamilton   | Mercedes                | 71        | + 7.756        | 2                | 18   |
| 3      | 5   | Sebastian Vettel | Ferrari                 | 71        | + 14.244       | 3                | 15   |
| 4      | 7   | Kimi Räikkönen   | Ferrari                 | 71        | + 47.543       | 4                | 12   |
| 5      | 77  | Valtteri Bottas  | Williams-Mercedes       | 70        | + 1 kolo       | 7                | 10   |
| 6      | 27  | Nico Hülkenberg  | Force India-Mercedes    | 70        | + 1 kolo       | 5                | 8    |
| 7      | 26  | Daniil Kvjat     | Red Bull Racing-Renault | 70        | + 1 kolo       | 6                | 6    |
| 8      | 8   | Romain Grosjean  | Lotus-Mercedes          | 70        | + 1 kolo       | 14               | 4    |
| 9      | 33  | Max Verstappen   | Toro Rosso-Renault      | 70        | + 1 kolo       | 9                | 2    |
| 10     | 13  | Pastor Maldonado | Lotus-Mercedes          | 70        | + 1 kolo       | 15               | 1    |
| 11     | 3   | Daniel Ricciardo | Red Bull Racing-Renault | 70        | + 1 kolo       | 19               |      |
| 12     | 11  | Sergio Pérez     | Force India-Mercedes    | 70        | + 1 kolo       | 11               |      |
| 13     | 12  | Felipe Nasr      | Sauber-Ferrari          | 70        | + 1 kolo       | 13               |      |
| 14     | 22  | Jenson Button    | McLaren-Honda           | 70        | + 1 kolo       | 16               |      |
| 15     | 14  | Fernando Alonso  | McLaren-Honda           | 70        | + 1 kolo       | 20               |      |
| 16     | 9   | Marcus Ericsson  | Sauber-Ferrari          | 69        | + 2 kola       | 12               |      |
| 17     | 28  | Will Stevens     | MRT–Ferrari             | 67        | + 4 kola       | 18               |      |
| 18     | 53  | Alexander Rossi  | MRT–Ferrari             | 67        | + 4 kola       | 17               |      |
| Ret    | 55  | Carlos Sainz Jr. | Toro Rosso-Renault      | 0         | Technika       | PL               |      |
| DSQ    | 19  | Felipe Massa     | Williams-Mercedes       | 70        | Teplota        | 8                |      |
| Zdroj: |     |                  |                         |           |                |                  |      |

Poznámky
1. ↑  Carlos Sainz Jr. odstavil vozidlo během nájezdu na startovní rovinku a kvůli tomu musel startovat z boxové uličky.
2. ↑  Felipe Massa byl diskvalifikován za porušení teplotních limitů v zadní pravé pneumatice.

## Průběžné pořadí po závodě
- Tučně jsou vyznačeni jezdci a týmy se šancí získat titul v Poháru jezdců nebo konstruktérů.

Pohár jezdců
|  | Pořadí | Jezdec           | Body |
|  | ------ | ---------------- | ---- |
|  | 1      | Lewis Hamilton   | 363  |
|  | 2      | Nico Rosberg     | 297  |
|  | 3      | Sebastian Vettel | 266  |
|  | 4      | Valtteri Bottas  | 136  |
|  | 5      | Kimi Räikkönen   | 135  |

Pohár konstruktérů
|  | Pořadí | Konstruktér             | Body |
|  | ------ | ----------------------- | ---- |
|  | 1      | Mercedes                | 660  |
|  | 2      | Ferrari                 | 401  |
|  | 3      | Williams-Mercedes       | 253  |
|  | 4      | Red Bull Racing-Renault | 178  |
|  | 5      | Force India-Mercedes    | 120  |